# Clé Bennett
Clé Bennett (* 13. Juli 1981 in Toronto, Ontario) ist ein kanadischer Schauspieler.

## Leben und Karriere
Clé Bennett wurde in der kanadischen Metropole Toronto als Sohn jamaikanischer Eltern geboren. Aufgewachsen ist er in der Stadt Ajax, etwas nordöstlich von Toronto gelegen. In seiner kanadischen Heimat sammelte er seine ersten Erfahrungen im Bereich des Schauspiels und des Singens. Eine förmliche Schauspielausbildung absolvierte er nie. 1998 war er in einer Gastrolle in der Serie F/X: The Series erstmals vor der Kamera zu sehen. Noch im selben Jahr trat er in einer kleinen Rolle im Slasherfilm Düstere Legenden auf. 2000 war er in einer kleinen Rolle im Actionfilm Bait – Fette Beute zu sehen. Ein Jahr darauf trat er als Hal in der Krimikomödie Harvard Man auf. Zu seinen Serienauftritten aus dieser Zeit gehören unter anderem Nikita und Odyssey 5. In letzterer trat er als Dr. Leshawn in insgesamt vier Episoden auf. 2002 spielte er im Actionfilm Riders des Regisseurs Gérard Pirès als Otis eine Nebenrolle.
2008 spielte Bennett in der Serie Instant Star in einer Nebenrolle die Figur Thurman. 2009 spielte er die Rolle des Carlos in The Line und war zudem in der zweiteiligen Miniserie Guns – Der Preis der Gewalt zu sehen. Für beide Rollen wurde er jeweils mit einem Gemini Award bei der Verleihung 2010 ausgezeichnet. 2010 trat er als Cedric im kanadischen Filmdrama Barney’s Version auf. Anschließend war er in der ersten Staffel der Mysteryserie Lost Girl in einer Nebenrolle auf. Es folgte eine Hauptrolle als Det. John Holland in der kurzlebigen Serie Shattered. 2012 gab er in dem Stück Kim’s Convenience in Toronto sein Debüt als Theaterdarsteller. Weitere Serienrollen übernahm er in Republic of Doyle – Einsatz für zwei, The Listener – Hellhörig, Mein Babysitter ist ein Vampir, Breakout Kings. In der Polizeiserie Flashpoint – Das Spezialkommando war er in der vierten und fünften Staffel als Rafik Rousseau zu sehen.
Nach Flashpoint folgten Auftritte in den Serien Cracked, Arrow, Murdoch Mysteries, Beauty and the Beast, The Expanse und Designated Survivor. Von 2013 bis 2014 war er als Wesley Cole in einer wiederkehrenden Rolle in Rookie Blue zu sehen. Von 2015 bis 2018 gehörte er als Harris Prime zu Besetzung der Miniserie Heroes Reborn. Auch in Heroes Reborn: Dark Matters verkörperte er diese Rolle. Ab 2016 spielte er als Derek Nolan eine Nebenrolle in Private Eyes. 2017 war er als Detective Keith Hunt im Horrorfilm Jigsaw zu sehen. 2018 war er als Doxie in einer Nebenrolle in der siebten Staffel der Serie Homeland zu sehen. Ein Jahr darauf war er als Sage in The Tick zu sehen. 2019 war er als Elijah in The Man in the High Castle zu sehen. Im Frühjahr 2020 wurde bekannt, dass er eine zentrale Rolle in der Serie The Falcon and the Winter Soldier übernehmen soll, die ursprünglich Ende 2020 veröffentlicht werden soll. Die Serie wurde schließlich im Frühjahr 2021 ausgestrahlt. Bennett übernahm als Lemar Hoskins eine Nebenrolle.
Bislang war Bennett in mehr als 80 Film- und Fernsehrollen zu sehen. Neben seiner Tätigkeit vor der Kamera ist er auch häufig als Off-Sprecher in Werbespots zu hören und leiht zudem Figuren aus Animationsserien  und Videospielen seine Stimme.

## Filmografie (Auswahl)
- 1998: F/X (Fernsehserie, Episode 2x12)
- 1998: Düstere Legenden (Urban Legend)
- 1998: NY – Streets of Death (NY – Streets of Death, Fernsehfilm)
- 1999: Survivor – Das Grauen aus dem ewigen Eis (Nightworld: Survivor, Fernsehfilm)
- 1999: Zweimal im Leben (Twice in a Lifetime, Fernsehserie, Episode 1x06)
- 2000: Jett Jackson (The Famous Jett Jackson, Fernsehserie, Episode 3x04)
- 2000: Bait – Fette Beute (Bait)
- 2000: Code Name: Eternity – Gefahr aus dem All (Code Name: Eternity, Fernsehserie, 2 Episoden)
- 2000–2001: Nikita (The femme Nikita, Fernsehserie, 2 Episoden)
- 2001: Harvard Man
- 2001: Treed Murray
- 2001–2002: Soul Food (Fernsehserie, 2 Episoden)
- 2002: Riders
- 2002–2003: Odyssey 5 (Fernsehserie, 5 Episoden)
- 2005–2009: Mr. Meaty (Fernsehserie, 8 Episoden)
- 2006: This Is Wonderland (Fernsehserie, Episode 3x07)
- 2006: Doomstown (Fernsehfilm)
- 2007: How She Move
- 2007: The Best Years: Auf eigenen Füßen (The Best Years, Fernsehserie, 2 Episoden)
- 2008: Animal 2
- 2008: 'Da Kink in My Hair (Fernsehserie, Episode 1x12)
- 2008: Instant Star (Fernsehserie, 9 Episoden)
- 2009: Guns – Der Preis der Gewalt (Guns, Miniserie, 2 Episoden)
- 2009: The Line (Fernsehserie, 15 Episoden)
- 2009: Cra$h & Burn (Fernsehserie, Episode 1x03)
- 2009–2010: The Dating Guy (Fernsehserie, 2 Episoden)
- 2009–2012: Flashpoint – Das Spezialkommando (Flashpoint, Fernsehserie, 15 Episoden)
- 2010: Barney’s Version
- 2010: Skatoony (Fernsehserie, 3 Episoden, Stimme)
- 2010: Lost Girl (Fernsehserie, 5 Episoden)
- 2010–2011: Shattered (Fernsehserie, 13 Episoden)
- 2011: Republic of Doyle – Einsatz für zwei (Republic of Doyle, Fernsehserie, Episode 2x03)
- 2011: The Listener – Hellhörig (The Listener, Fernsehserie, Episode 2x02)
- 2011: Mein Babysitter ist ein Vampir (My Babysitter's a Vampire, Fernsehserie, Episode 1x06)
- 2011: Breakout Kings (Fernsehserie, Episode 1x12)
- 2012: Total Drama Revenge of the Island (Fernsehserie, 3 Episoden, Stimme)
- 2013: Cracked (Fernsehserie, Episode 1x07)
- 2013: Mein Junggesellenabschied (Stag)
- 2013: Arrow (Fernsehserie, Episode 2x04)
- 2013: Total Drama All Stars (Fernsehserie, 16 Episoden, Stimme)
- 2013–2014: Rookie Blue (Fernsehserie, 6 Episoden)
- 2014: Murdoch Mysteries (Fernsehserie, Episode 7x10)
- 2014: Beauty and the Beast (Fernsehserie, 2 Episoden)
- 2014–2016: Sensitive Skin (Fernsehserie, 7 Episoden)
- 2015: Mr. D (Fernsehserie, Episode 4x08)
- 2015: Heroes Reborn: Dark Matters (Miniserie, 4 Episoden)
- 2015: Borealis
- 2015: Zoom
- 2015–2016: Heroes Reborn (Miniserie, 9 Episoden)
- 2016–2018: Private Eyes (Fernsehserie, 8 Episoden)
- 2017: The Expanse (Fernsehserie, Episode 2x07)
- 2017: Jigsaw
- 2017–2018: Wolkig mit Aussicht auf Fleischbällchen (Cloudy with a Chance of Meatballs, Fernsehserie, 34 Episoden, Stimme)
- 2018: Designated Survivor (Fernsehserie, Episode 2x17)
- 2018: Homeland (Fernsehserie, 5 Episoden)
- 2018: Total Dramarama (Fernsehserie, Episode 1x01, Stimme)
- 2018: The Tick (Fernsehserie, 4 Episoden)
- 2019: Lucky Day
- 2019: The Man in the High Castle (Fernsehserie, 10 Episoden)
- 2021: The Falcon and the Winter Soldier (Fernsehserie, 4 Episoden)
- 2024: Alone in the Dark (Computerspiel) als Jean-Batiste Tabouis  (Stimme und Motion Capture)

## Auszeichnungen und Nominierungen (Auswahl)
Gemini Award
- 2010: Auszeichnung als Bester Nebendarsteller in einer Miniserie für Guns – Der Preis der Gewalt
- 2010: Auszeichnung als Bester Nebendarsteller in einer Dramaserie für The Line

ACTRA Awards
- 2012: Nominierung als Bester Hauptdarsteller für Flashpoint